# Nannophrys
Nannophrys is een klein geslacht van kikkers uit de familie Dicroglossidae. De groep werd voor het eerst wetenschappelijk beschreven door Albert Carl Lewis Gotthilf Günther in 1869. Later werd abusievelijk de wetenschappelijke naam Nannofrys gebruikt.
Er zijn 4 soorten, waarvan er 1 is uitgestorven. De andere drie komen voor in Azië en zijn endemisch in Sri Lanka.

## Soorten
Geslacht Nannophrys
- Soort Nannophrys ceylonensis
- Soort Nannophrys guentheri (uitgestorven)
- Soort Nannophrys marmorata
- Soort Nannophrys naeyakai

Allopaa · 
Chrysopaa · 
Euphlyctis · 
Fejervarya · 
Hoplobatrachus · 
Limnonectes · 
Nannophrys · 
Nanorana · 
Ombrana · 
Quasipaa · 
Sphaerotheca